# Крест
Крест (от церк.-слав. крⷭ҇тъ < нем. krist, christ < греч. Χρῑστός. Исходно — «Христос», затем — «то, на чём его распяли, крест») — геометрическая фигура, состоящая из двух или более пересекающихся линий или прямоугольников. Угол между ними чаще всего составляет 90°. Во многих верованиях несёт сакральный смысл.

## История креста

### Крест в язычестве
Первым народом, широко использовавшим кресты, были древние египтяне. В египетской традиции существовал крест с кольцом, анх, символ жизни и богов. В Вавилоне крест считался символом Ану — бога небес. В Ассирии (во втором тысячелетии до н. э.) крест, заключённый в кольцо (символизировавшее Солнце, чаще под ним изображался ещё лунный серп), был одним из атрибутов бога Ашшура — бога Солнца.
То, что символ креста использовался в различных формах языческого поклонения силам природы до появления христианства подтверждают археологические находки практически по всей территории Европы, Индии, Сирии, Персии, Египта, Северной и Южной Америки. Так, например, в древней Индии крест изображался над головой фигуры, убивающей детей, и на руках бога Кришны, а в Южной Америке муиски верили, что крест изгоняет злых духов, и клали под него младенцев. И до сих пор крест служит религиозным символом в странах, на которые не распространяется влияние христианских церквей. Например, у тенгриан, уже до новой эры исповедовавших веру в Бога Небесного Тенгри, существовал знак «аджи» — символ покорности в виде креста, нанесённого на лоб краской или в виде татуировки.
Знакомство христиан с языческой символикой ещё в первые века христианства вызвало различные комментарии об общих символах. Так, Сократ Схоластик описывает события во время царствования Феодосия:
При разрушении и очищении Сераписова храма найдены в нём вырезанные на камнях так называемые иероглифические письмена, между которыми были знаки, имевшие форму крестов. Увидев такие знаки, христиане и язычники, те и другие усвояли их собственной религии. Христиане утверждали, что они принадлежат христианской вере, потому что крест считали знамением спасительных Христовых страданий, а язычники доказывали, что такие крестовидные знаки общи и Христу, и Серапису, хотя иное значение имеют у христиан и иное — у язычников. Между тем как происходил этот спор, некоторые, обратившиеся к христианству из язычества и понимавшие иероглифические письмена, истолковали те крестовидные знаки и объявили, что ими обозначается будущая жизнь. По сему объяснению, христиане ещё с большей уверенностью стали относить их к своей религии и превозноситься перед язычниками. Когда же из других иероглифических письмен открылось, что в то время, как явится знак креста, означающий новую жизнь, храму Сераписа придёт конец, тогда весьма многие язычники обратились к христианству, исповедали грехи свои и крестились. Это-то слышал я о тех крестовидных начертаниях. Не думаю, однако, чтобы египетские жрецы, начертывая изображение креста, могли знать что-либо о Христе, ибо, если тайна его пришествия в мир, по слову Апостола (Кол. 1, 26), была сокровенна от век и от родов и неизвестна самому начальнику злобы дьяволу, то тем менее могла она быть известна служителям его — египетским жрецам. Открытием и объяснением этих письмён промысл соделал то же, что прежде явил на апостоле Павле, ибо и сей, умудрённый Духом Божиим Апостол таким же образом привёл многих афинян к вере, когда прочитал начертанную на храме надпись и приспособил её к своей проповеди. Разве только не скажет ли кто-нибудь, что слово Божие прорекалось в египетских жрецах точно так, как некогда в устах Валаама и Каиафы, которые пророчествовали доброе против воли

## Графические типы крестов
| Илл. | Название                                      | Примечание |
| ---- | --------------------------------------------- | --- |
|      | Анх                                           | Древнеегипетский крест. Символ жизни. |
|      | Свастика, гамматический крест или катакомбный | Крест с загнутыми концами («вращающийся»), направленными по часовой стрелке, либо против часовой стрелки. Древний и широко распространённый символ в культуре разных народов — свастика присутствовала на оружии, предметах повседневного быта, одежде, знамёнах и гербах, использовалась при оформлении храмов и домов. Свастика как символ имеет много значений, у большинства народов они были положительны до того, как она была скомпрометирована нацистами и убрана из широкого использования. У древних народов свастика была символом движения жизни, Солнца, света, благополучия. В частности, направленная по часовой стрелке свастика — древний индийский символ, используемый в индуизме, буддизме и джайнизме. |
|      | Руки Бога                                     | Обнаружен на одном из сосудов пшеворской культуры. Во время Второй мировой войны из-за наличия свастики сосуд использовался нацистами в пропагандистских целях. В наши дни используется в качестве религиозного символа польскими неоязычниками. |
|      | Кельтский крест                               | Равнолучевой крест с кругом. Является характерным символом кельтского христианства, хотя имеет более древние языческие корни. В настоящее время часто используется в качестве символики неонацистских движений. |
|      | Солнечный крест                               | Графически представляет крест, располагающийся внутри круга. Встречается на предметах доисторической Европы, особенно в эпохи неолита и бронзового века. |
|      | Гамма-крест                                   | Крест греческого происхождения. В Церкви изображается, в частности, на архирейских облачениях (см., например, саккос XIV века московского митрополита святителя Алексия. |
|      | Греческий крест                               | Греческим крестом называют крест, у которого линии имеют равную длину, перпендикулярны друг другу и пересекаются в середине — символ смирения, где человеческая воля во Христе (горизонтальная линия) пересекается Божественной (вертикальная линия). По словам диакона Владимира Василика, крест — символ всеобщего мира и всеобщей связи. В определённом смысле, он является архетипом этого «четвероконечного» мира. |
|      | Латинский крест                               | Латинским крестом (лат. Crux immissa, Crux capitata) называют такой крест, у которого поперечная линия делится вертикальной пополам, причём поперечная линия находится выше середины вертикальной линии. Обычно он ассоциируется с распятием Иисуса Христа, то есть, тем самым, с христианством в целом. До Иисуса таким символом обозначался, кроме всего прочего, посох Аполлона — бога солнца, сына Зевса. С IV века латинский крест стал тем, с чем он ассоциируется сейчас — символом христианства. Сегодня он также ассоциируется со смертью, виной (нести крест), кроме того — с воскрешением, возрождением, спасением и вечной жизнью (после смерти). В генеалогии латинским крестом обозначают кончину и дату смерти. В России среди православных латинский крест зачастую считался несовершенным и презрительно назывался «крыжом» (от пол. krzyż — крест, и ассоциировано с крыжить — обрезать, обрубать). |
|      | Крест Святого Петра / Перевёрнутый крест      | Крестом Апостола Петра называют перевёрнутый латинский крест. Апостол Пётр принял мученическую кончину в 67 году через распятие вниз головой. |
|      | Крест евангелистов                            | Символическое обозначение четырёх евангелистов: Матфея, Марка, Луки и Иоанна. |
|      | Архангельский крест                           | Архангельским крестом (крестом Голгофы, лат. Golgata cross) обозначали особый крест. |
| ‡    | Двойной крест                                 | Двойной шестиконечный крест с равновеликими перекладинами. |
|      | Лотарингский крест                            | Лотарингский крест (фр. Croix de Lorraine) — крест с двумя поперечинами. Иногда называется «патриаршим крестом» или «архиепископальным крестом». Означает чин кардинала или архиепископа в Католической церкви. Этот крест является также крестом Элладской православной церкви. |
|      | Папский крест                                 | Разновидность латинского креста, но с тремя поперечинами. Иногда такой крест называется «западным тройным крестом». |
|      | Русский православный крест                    | Русский православный христианский крест, который является символом Русской православной церкви; Восьмиконечный, иногда семиконечный, содержит, кроме большой горизонтальной перекладины, ещё две. Верхняя символизирует табличку на кресте Христа с надписью «Иисус назарянин, царь иудейский» (ИНЦИ, или INRI на латыни). NИКА — Победитель. Нижняя косая перекладина — подпорка для ног Иисуса Христа, символизирует «мерило праведное», взвешивающее грехи и добродетели всех людей. Считается, что она наклонена в левую сторону, символизируя то, что покаявшийся разбойник, распятый по правую сторону от Христа, (первым) попал в рай, а разбойник, распятый по левую сторону, своим хулением Христа ещё более усугубил свою посмертную участь и попал в ад. Буквы ІС ХС являются христограммой, символизирующей имя Иисуса Христа. На некоторых христианских крестах изображается внизу череп или череп с костями (голова Адама), символизирующий падшего Адама (включая его потомков), так как, по преданию, останки Адама и Евы были захоронены под местом распятия — Голгофой. Тем самым кровь распятого Христа символически омыла кости Адама и смыла с них и со всех его потомков первородный грех. |
|      | Византийский крест                            | Крест, часто применяемый в христианстве Византийской империи и иногда в современном. |
|      | Несторианский крест                           | Несторианский крест ассоциируется с Церковью Востока. Он состоит из креста, похожего на мальтийский крест, с тремя точками, выстилающими левую поперечную полоску; три точки, выстилающей правую; две точки, выстилающей верхнюю полосу, и одну точку на нижней полосе. Эти девять точек представляют девять порядков служения внутри церкви. Между двумя точками на верхней полосе — корона с тремя зубцами, представляющими Троицу. |
|      | Крест Лалибелы                                | Крест Лалибелы — является символом Эфиопии, эфиопского народа и Эфиопской православной церкви. |
|      | Армянский крест                               | Армянский крест — крест с декоративными элементами на лучах (иногда неравной длины). Сходные по форме кресты (с трилистно-квадратными завершениями и пр.) использовались с начала XVIII века в гербе армяно-католического сообщества мхитаристов, имеющего обители в Венеции и Вене. См. Хачкар. |
|      | Андреевский крест                             | Крест, на котором распяли апостола Андрея Первозванного, по преданию был Х-образным. |
|      | Тамплиерский крест                            | Тамплиерский крест — знак духовно-рыцарского ордена тамплиеров, основанного в Святой земле в 1119 году небольшой группой рыцарей во главе с Гуго де Пейном после Первого крестового похода. Один из первых по времени основания из религиозных военных орденов, наряду с госпитальерами. |
|      | Новгородский крест                            | Похожий на тамплиерский крест, включающий в центре увеличенный круг или ромбовидную фигуру. Подобная форма крестов является распространённой в землях древнего Новгорода. В других землях и среди иных традиций данная форма креста используется редко. |
|      | Мальтийский крест                             | Мальтийский крест (англ. Cross of Maltese) — знак могущественного рыцарского ордена госпитальеров-иоаннитов, основанного в XII веке в Палестине. Иногда называется крестом Святого Иоанна или Георгиевским крестом. Символом рыцарей Мальтийского ордена стал белый восьмиконечный крест, восемь концов которого обозначали восемь блаженств, ожидающих праведника в загробном мире. |
|      | Укороченный лапчатый крест                    | Прямой равноконечный крест, вариант так называемого креста лат. Cross pattee. У этого креста лучи сужаются к центру, но не имеют, в отличие от Мальтийского креста, вырезов на концах. Используется, в частности, в изображении Ордена Святого Георгия, Креста Виктории. |
|      | Болнисский крест                              | Тип крестов, наиболее широко известный и используемых в Грузии с V века. Используется повсеместно наравне с крестом Святой Нины. |
|      | Тевтонский крест                              | Крест Тевтонского ордена — знак духовно-рыцарского Тевтонского ордена, основанного в конце XII века. Столетиями позднее на основе креста Тевтонского ордена были созданы различные варианты широко известного военного ордена Железный крест. Железный крест и поныне изображается на военной технике, в качестве опознавательного знака, флагах и вымпелах бундесвера. |
|      | Шварцкройц (черный крест)                     | Опознавательный знак Вооружённых сил Германии. Известен в наши дни как крест армии Германии. |
|      | Balkenkreuz — балочный крест                  | Знак военной техники Германии. |
|      | Иерусалимский крест                           | Нанесён на флаг Грузии. |
|      | Крест ордена Христа                           | Символ духовно-рыцарского ордена Христа. |
|      | Албано-удинский крест                         | Символ христианской Кавказской Албании (государства Агван IV в. до н. э. — VII в. н. э.) |
|      | Красный крест                                 | Символ организации Красный Крест и службы Скорой медицинской помощи. Зелёный крест является символом аптек. Синий — ветеринарной службы. |
|      | Крест святой Нины                             | Христианская реликвия, крест, сплетённый из виноградных лоз, который, по преданию, Богородица вручила святой Нине перед тем, как направить её в Грузию. |
|      | Тау-крест или Антониев крест                  | T-образный крест. Крест Антония — крест Т-образной формы в честь основателя христианского монашества Антония Великого. Согласно некоторым источникам, он жил 105 лет и 40 последних провёл на горе Колзим неподалёку от Красного моря. Крест святого Антония известен также как лат. crux commissa, египетский или тау-крест. Франциск Ассизский сделал этот крест своей эмблемой в начале XIII века. |
|      | Баскский крест                                | Четыре лепестка, загнутые в форме, напоминающей знак солнцеворота. В Стране басков распространены два варианта креста, с направлением вращения по часовой и против часовой стрелки. |
|      | Кантабрийский крест                           | Представляет собой раздвоенный андреевский крест с навершиями на концах перекладин. |
|      | Сербский крест                                | Представляет собой греческий (равносторонний) крест, по углам которого изображены четыре стилизованных Ͻ и С-образных огнива. Является символом Сербии, сербского народа и Сербской православной церкви. |
|      | Македонский крест, крест Велюса               | Разновидность христианского креста, связанная с христианством в Македонии. |
|      | Коптский крест                                | Представляет собой две пересечённые линии под прямым углом с размноженными концами. Три излучины конца обозначают Святую Троицу: Отца, Сына и Святого Духа. Крест используется Коптской православной церковью и Коптской католической церковью в Египте. |
|      | Скрещённые стрелы                             | Символика национал-социалистической венгерской партии «Скрещенные стрелы», основанной Ференцем Салаши в 1937 году. В наши дни иногда переменятся некоторыми праворадикальными организациями. |
|      | Шанырак                                       | Тюрко-монгольский крест, символ тенгрианства. |

## Культурное влияние

### Выражения русского языка
- Взять под крест — старинное выражение с не вполне ясным смыслом (под крестное обещание оплатить, вернуть?) «Взять под крест» — означает взять в долг, без денег. Раньше практиковалась выдача товаров из лавки в долг, при этом делалась запись в долговую книгу. Наибеднейшая часть населения была, как правило, безграмотна и вместо подписи ставили крест.
- На тебе креста нет — то есть (о ком-либо) бессовестный.
- Нести свой крест — переносить трудности.
- Поставить крест (также: Похерить) — (иносказательно) совершенно покончить с чем-либо; перечеркнуть косым крестом (в форме буквы русского алфавита «Херъ») — вычеркнуть из числа дел.
- Крестный ход — торжественное церковное шествие с большим крестом, иконами и хоругвями вокруг храма или из одного храма в другой, или от одного места к другому.
- Крестное знамение — молитвенный жест в христианстве (перекреститься) (Также: «Окстись!» (призыв) — «Перекрестись!»)
- Крещение — таинство в христианстве.
- Крестное имя — имя, принятое в крещении.
- Крёстный отец и крёстная мать — духовный родитель в христианстве, который в ходе таинства крещения принимает ответственность перед Богом за духовное воспитание и благочестие крестника (крестницы).
- Крестики-нолики — игра, в старину называлась «херики» по форме буквы русского алфавита «Херъ» в виде косого креста.
- Открещиваться — отказываться (первоначально: ограждать себя крестом).
- Скрещивание (в биологии) — гибридизация, один из методов селекции растений и животных.